# Carlo Bondavalli
Carlo Bondavalli (Reggio nell'Emilia, 20 maggio 1960) è un esploratore, fotografo e canoista italiano.
Il suo nome è legato a numerose spedizioni, discese in kayak, viaggi particolari, ma è noto per aver raggiunto nel 1984 il Polo Nord Magnetico ed il Polo Nord Geomagnetico nel 1987. È stato inoltre il primo ad aver disceso in kayak "sette fiumi in sette continenti". È stato inoltre autore di tre libri e diversi documentari.

## Biografia
- 1980 Alpi: Esegue numerose spedizioni in solitaria sulle Alpi, nei mesi invernali
- 1982 Groenlandia: Esegue la prima esplorazione in solitaria, vivendo a contatto con gli Eschimesi e procurandosi il cibo con loro
- 1983 Norvegia: Spedizione polare solitaria. Durante il periodo invernale. La meta è costituita dalle isole Svalbard, poste al 78 parallelo, situate a Nord della Norvegia
- 1984 Canada Groenlandia: In aprile del 1984 inizia una delle più importanti spedizioni della sua vita, in compagnia di Paolo Grisendi. Sulle orme del celebre esploratore Ernest Henry Shackleton. In Canada trainando una slitta per 250 km, con temperature estreme, raggiungono il Polo Nord Magnetico. In quell'occasione scrive con Grisendi il primo libro dal titolo North Magnetic Pole Expedition. In agosto dello stesso anno deciderà di compiere un'altra spedizione in solitaria. In kayak percorrerà 270 km nel mare di Baffin
- 1985 Antartide Spedizione su una barca a vela di 14 metri.

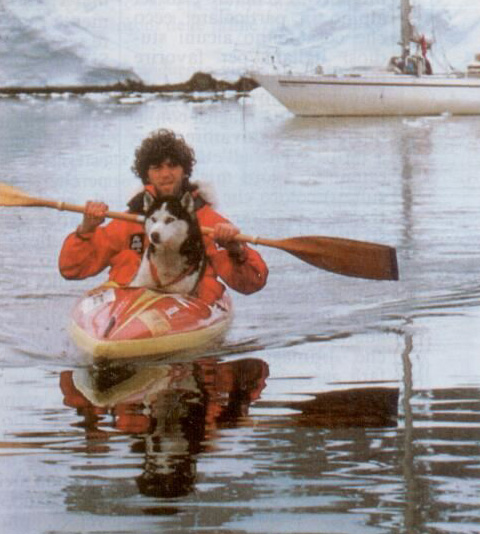
Carlo Bondavalli su una canoa

- 1986 Alaska, USA Groenlandia: Spedizione in Alaska con cani da slitta in solitaria, per enfatizzare la simbiosi tra uomo e cane. Percorrerà 500 chilometri nel Parco Nazionale del Mc.Kinley

In luglio dello stesso anno accompagnerà un gruppo di arcieri nel sud della Groenlandia, percorrendo 100 chilometri a piedi, facendo trekking all'interno dei fiordi Groenlandesi
- 1987 Groenlandia Canada

Assieme a Fulvio Mariani, cameraman della TV Svizzera, raggiungerà il Polo Nord Geomagnetico a piedi, con sci e slitte. I due esploratori saranno i primi a raggiungere il Polo. L'impresa viene compiuta camminando a piedi per 130 chilometri e per 530 su slitte trainate da cani. 
Nello stesso anno percorrerà con due amici il fiume Yukon per 800 chilometri.
- 1988 Groenlandia

Partecipa all'alpirod, la gara di Sleddog più lunga d'Europa. In agosto compie un reportage fotografico sulle tribu eschimesi a cui è spiritualmente attratto, approfondendo il tema della caccia in kayak nel Nord della Groenlandia
- 1989 Cile Yemen

Compie un'esperienza di sopravvivenza ispirandosi a Robinson Crusoe, affascinato dalla storia e dallo sviluppo psicologico che ispirò Defoe. Nell'occasione sarà anche sull'isola di Pasqua ed in Polinesia
Nello stesso anno esegue reportage fotografici in Cile ed in Yemen
- 1990 Siberia: Ispirandosi alla prima spedizione a raggiungere Ciukci dopo il 1916 data del passaggio di Amundsen. Il film prodotto vince il Premio Antibes
- 1992 Ecuador: Toccherà le Galapagos, realizzando un documentario sulla vita degli indigeni Huarai ed il rito della riduzione della testa presso gli Shurar, per conto di un'importante emittente televisiva italiana. Nell'occasione scalerà il Cotopaxi (5911 metri) il vulcano attivo più alto del mondo.
- 1992 Indonesia: Sulle orme del Barone Franchetti, percorrerà 80 anni dopo il medesimo itinerario. Sarà a Ceram, Sulawesi, Irian, Giava, e realizzerà un documentario sul soggetto.
- 1993 Bolivia Italia: Partecipa alla Transitalia International Sleddog Race. Una gara con cani da slitta che si svolge da Cortina d'Ampezzo al Molise

In fuoristrada raggiunge Laguna Colorada in Bolivia, a 2300 metri sul livello del mare e da La Paz all'Argentina valicando l'altopiano andino
- 1994 Est Groenlandia: Parte da Angmassalik con Paolo Trento e due Eschimesi, compiendo 300 chilometri in dieci giorni con cani nei fiordi islandesi. Realizza nell'occasione il filmato " Kaalait Nunaat una vita dimenticata"
- 1995 Tibet Cina Nepal: Per 1800 chilometri percorre il Tibet. Raggiunge dopo 6 giorni di trekking il Namche Barwa, montagna alta 7800 metri, mai visitata da occidentali. Raggiunge Basum Lake, un lago posto a 5000 metri di altezza.
- 1996 Bhutan

Con sei cavalli raggiunge la regione pre - Himaliana dove eseguirà un Trekking
- 1997 Australia, Malaysia: Sull'isola di Yung rivive l'esperienza di Shoighi Yokoi che sull'isola di Guam rimase per 28 anni in solitudine, pensando che fosse ancora in corso la Seconda guerra mondiale. Durante la spedizione scopre una nuova specie di tardigrado a cui viene dato il nome di Macrobiotus Bondavalli[1]
- 1998 Mongolia, Sudafrica: Spedizione Paleontologica percorrendo 2500 chilometri, da Ulan [non chiaro]a Bátor raggiungono il deserto del Gobi. In Sud Africa realizzerà un reportage speleologico sl Motzawi Reserve e sulla Cargo Cave
- 2006 Sette Continenti: Per la prima volta viene realizzata la discesa di sette fiumi in sette continenti, pagaiando in kayak
- 2007 Tibet: Viene realizzata una discesa in solitaria in kayak di alcuni tra i più pericolosi fiumi, alcuni mai prima discesi in canoa. Discende anche un fiume in Nepal
- 2011: Partecipa alla trasmissione Alle falde del Kilimangiaro, condotta da Licia Colò, commentando brani scelti dalla redazione del film sul Tibet Nepal

Membro di:
- Explorers Club (New York)
- Royal National Geographical Society (London)
- National Geographic Society (Washington D.C.)
- Centre D'Etudes Arctiques (Paris)
- Istituto Geografico Polare "Silvio Zavatti" (Fermo - Italia)

### Film
- Alaska Expedition 1986
- L'avventura di Robinson Crusoe nel XX secolo
- Siberia, un sogno ai confini del mondo
- Ecuador
- Sulle Orme del Barone Franchetti
- Bolivia 1993
- In kayak tra le nuvole